# Sékou Dramé
Sékou Oumar Dramé né le 21 décembre 1973 à Taouyah en Guinée, est un joueur de football international guinéen, qui évoluait au poste de défenseur.

## Biographie

### Carrière en sélection
Avec l'équipe de Guinée, il joue entre 1993 et 2004. 
Il figure notamment dans le groupe des sélectionnés lors des CAN de 1994, de 1998 et de 2004. Son équipe atteint les quarts de finale de la CAN lors de l'édition 2004.
Il joue enfin 13 matchs comptant pour les tours préliminaires des coupes du monde 1994, 1998 et 2002.